# Cosmologia d'ones de xoc
La cosmologia d'ones de xoc és una cosmologia no estàndard proposada per Joel Smoller i Blake Temple el 2003. En aquest model, el «big bang» és una explosió dins d'un forat negre, que produeix el volum en expansió d'espai i matèria que inclou l'⁣univers observable.

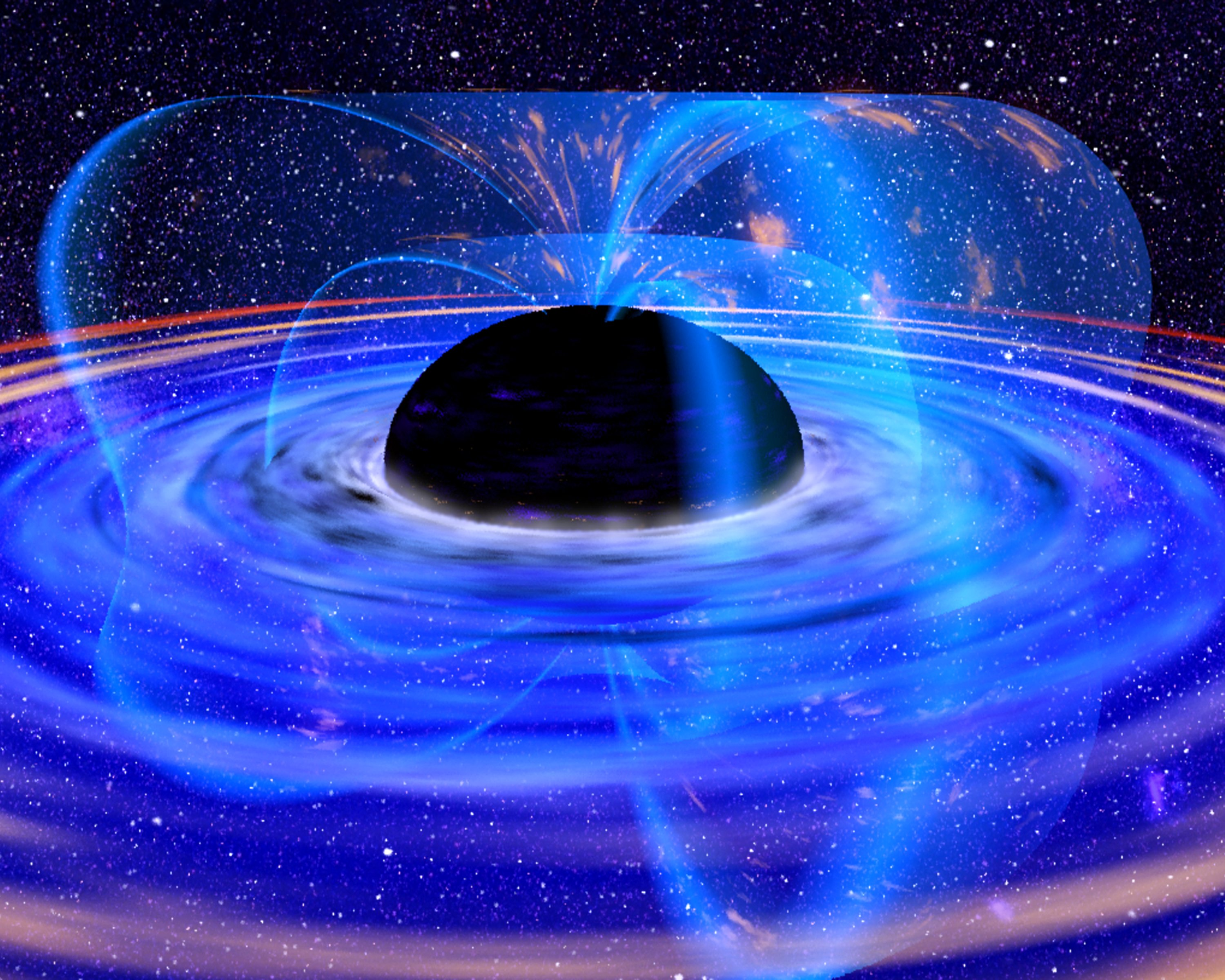
Forat negre o univers illa? (Imatge NASA)

## Integració amb la relativitat general
Smoller i Temple integren les ones de xoc en la relativitat general d'Einstein. Això produeix un univers que "sembla essencialment idèntic a les conseqüències del Big Bang", segons els cosmòlegs Barnes i Lewis. Expliquen que la versió de Smoller i Temple es distingeix del Big Bang només per la presència d'una ona de xoc a la vora davantera d'una explosió, una ona que, per al model de Smoller i Temple, ha d'estar més enllà de l'univers observable. Tanmateix, Barnes i Lewis no donen suport a la cosmologia d'ones de xoc perquè la consideren no comprovable; assenyalen que no hi ha cap explosió a la teoria estàndard del Big Bang.

## Estat actual i futur de l'univers
Segons els càlculs de Smoller i Temple, encara som dins d'un forat negre en expansió. La configuració de l'espai-temps "pla" (vegeu espai de Minkowski) dins d'un forat negre també es produeix durant els moments de formació d'un forat negre a partir d'una estrella en col·lapse.
Finalment, segons la cosmologia d'ones de xoc, la massa del nostre volum en expansió d'espai i matèria disminuirà en densitat a mesura que s'expandeixi. En algun moment, l'⁣horitzó d'esdeveniments del forat negre deixarà d'existir. Un observador extern ho veurà llavors com un forat blanc. L'univers, per tant, continuaria expandint-se.

## Alternativa a l'energia fosca
En un treball relacionat, Smoller, Temple i Vogler proposen que aquesta ona de xoc podria haver provocat que la nostra part de l'univers tingués una densitat inferior a la que l'envolta, causant l'expansió accelerada que normalment s'atribueix a l'energia fosca.
També proposen que aquesta teoria relacionada es podria provar: un univers amb energia fosca hauria de donar una xifra per a la correcció cúbica del desplaçament cap al vermell respecte a la lluminositat C = −0,180 a a = a, mentre que per a l'alternativa de Smoller, Temple i Vogler, C hauria de ser positiva en lloc de negativa. Donen un càlcul més precís per a la seva alternativa de model d'ona com: la correcció cúbica al desplaçament cap al vermell en funció de la lluminositat a a = a és C = 0,359.

## Comparació amb la cosmologia estàndard
Tot i que la cosmologia d'ones de xoc produeix un univers que "sembla essencialment idèntic a les conseqüències del Big Bang", els cosmòlegs consideren que necessita més desenvolupament abans que es pugui considerar un model més avantatjós que la teoria del Big Bang (o model estàndard) per explicar l'univers. En particular, i especialment per a l'alternativa proposada a l'energia fosca, caldria explicar la nucleosíntesi del Big Bang, els detalls quantitatius de les anisotropies del fons de microones, el bosc Lyman-alfa i els estudis de galàxies.